# Lincoln (Illinois)
Lincoln je grad u američkoj saveznoj državi Ilinois. Prema popisu stanovništva iz 2010. u njemu je živjelo 14.504 stanovnika.